# ミチコ・オグラの見るがいいわ
『ミチコ・オグラの見るがいいわ』（ミチコ・オグラのみるがいいわ）は、1991年10月から1992年3月まで日本テレビで深夜に放送されたトークバラエティ番組。

## 概要
- 前半は主にゲストを迎えてのトークや歌のコーナー。ショートコントを取り混ぜて繰り広げた。後半に設けられた「顔マネ塾」コーナーは、当時、清水がサブカルチャー雑誌「宝島」で連載していた『清水ミチコの顔マネ塾』との連動企画。有名人（絵画や肖像画なども可）の真似をした写真を視聴者から募集し、番組及び雑誌で紹介した。

## 出演
- 清水ミチコ
- 小倉久寛
- 滝本淳助 - 「顔マネ塾」コーナーに“顔マネフォトグラファー”として出演。写真の選考と評価をした

## スタッフ
- 企画：JAM HOUSE、清水ミチコ
- 構成：西条昇
- 美術：石川啓一郎
- デザイン：高野雅裕
- 技術：NTV映像センター
  - TP (テクニカルプロデューサー)：川守田 豊
  - SW (スイッチャー)：内山久光
  - カメラ：渕野祐輔
  - 調整 (VE)：田中拓己
  - 照明：鈴木道隆
  - 音声：柏崎芳則
- 編集：古川あやこ
- MA：伊藤謙二
- 音効：高橋弘文
- メイク：石井倫子
- スタイリスト：松井品子、綿引エイミ
- 広報：野口和子
- ディレクター：上林昌嗣、片平靖人、神田 嬈
- 演出：高橋正弘、大久保徳宏
- プロデューサー：古屋和子、畑岡重美、武井 泉
- 制作：テレビランド
- 製作著作：日本テレビ

## エピソード
- 2010年9月12日に死去した谷啓の出演回（1991年12月放送）の映像がワイドショーなどで放送された[要出典]。

| スタブアイコン | サブスタブ | この項目は、まだ閲覧者の調べものの参照としては役立たない、テレビ番組に関連した書きかけの項目です。この項目を加筆・訂正などしてくださる協力者を求めています（P:テレビ/PJ:放送または配信の番組）。 |